# Léon Gromier
 (février 2013).
Léon Gromier est un prélat catholique français, rubriciste et liturgiste. Né le 20 mai 1879 à Montchanin, diocèse d'Autun en Saône-et-Loire fils de Georges Emile Philibert, ingénieur et de Célia, Eugénie, Marie Dick (acte n° 77 année 1879) ; Par erreur, certains annuaires pontificaux le disent né dans le diocèse de Grenoble. Décédé à Rome le 19 avril 1965.

## Biographie
Léon Gromier fit ses études ecclésiastiques et se prépara au sacerdoce de 1898 à 1902 au Séminaire pontifical français de Rome (Pontificium Seminarium Gallicum) couramment appelé le Gallicum ; il fut ordonné prêtre le 29 mars 1902.
Il entra à l'Académie pontificale ecclésiastique alors présidée par Merry del Val, futur secrétaire d'État de Pie X et cardinal, (appelée autrefois Accademia dei Nobili Ecclesiastici, Académie des Nobles ecclésiastiques, car réservée en principe aux séminaristes et prêtres d'origine aristocratique). La liste officielle des anciens élèves de l'Académie (alunni) mentionne pour l'année 1902 un « Gremier Leone » du diocèse de Grenoble mais on ne sait pas combien de temps il y resta. Cette académie couramment désignée comme « l'école des nonces », prépare au service diplomatique du Saint-Siège. La formation, de haut niveau, dure plusieurs années : principales langues européennes, droit public international, histoire diplomatique, droit canonique et autres disciplines ecclésiastiques et sacrées. 
L'abbé Léon Gromier n'intégra jamais la diplomatie vaticane et ne retourna pas dans son diocèse d'origine. Il fut affecté à Rome, à la basilique Santa Maria in Montesanto, une église sur la Piazza del Popolo dont il devint chanoine, face à la grande et magnifique église Sainte-Marie-du-Peuple.
Le 26 mars 1914, il fut nommé consulteur de la section liturgique de la Congrégation des Rites. En même temps que lui étaient nommés Dom Ildephonse Schuster, religieux bénédictin, futur archevêque de Milan, cardinal et bienheureux; Dom Henri Quentin, moine de Solesmes, futur abbé de Saint-Jérôme à Rome ; Dom Paolo Ferretti, grégorianiste de l'école de Solesmes ; le P. Joseph Hægy, spiritain. C'était la première promotion de consulteurs nommés à la suite de la réforme des consulteurs de la Congrégation des Rites effectuée par le Motu proprio Quanta semper cura du 16 janvier 1914. Le (relativement) jeune Léon Gromier y était en excellente compagnie, ce qui rend hommage à ses connaissances liturgiques. 
Le 2 mars 1920, il fut nommé camérier secret surnuméraire (sous Benoît XV). Cette charge étant caduque ipso facto à la mort du Pape, il fallut en demander le renouvellement au pontife suivant : Léon Gromier fut désigné de nouveau par Pie XI, le 22 février 1922.
Le 1er juillet 1925, il succéda à Enrico Dante, le futur préfet des cérémonies pontificales, étant nommé conjointement avec Giovanni Battista Menghini (appelé à devenir, lui, cérémoniaire pontifical) membre de l'Academia pontificia liturgica, l'Académie liturgique romaine, institution fondée par Benoît XIV et rattachée à la maison romaine des Prêtres de la Congrégation de la Mission (lazaristes), qui publie les Ephemerides liturgicæ. Nommés pour quatre ans, deux « académiciens » avaient pour tâche de répondre aux questions posées ou de trouver des solutions aux problèmes pratiques de l'exercice du culte. Léon Gromier y exerça la charge de censor et à ce titre examinait les solutions proposées par les membres de l'Academia. Il y fréquenta les plus éminents liturgistes de son temps, soit praticiens, soit historiens (comme les PP. Hanssens, Brinktrine, Callewaert).
Le 23 décembre 1925 – à 46 ans, c'est-à-dire un peu tard - il accéda aux honneurs ecclésiastiques : il était nommé prélat domestique de la Maison de Sa Sainteté, ce qui lui donnait le titre de Monsignor et la soutane violette qui y étaient attachées. Le 10 février 1926, il devint chanoine de la Basilique vaticane et protonotaire apostolique surnuméraire, ce qui lui donnait droit à de nouveaux attributs vestimentaires, désormais amarante. Il exerçait principalement la fonction d'altariste du Saint Père, au cours des cérémonies papales célébrées à Saint-Pierre de Rome, ce qui consistait à s'asseoir, pendant la cérémonie, sur les marches de l'autel de la Confession, parmi d'autres prélats qui y avaient leur place marquée. Rappelons que les chanoines du Chapitre de Saint-Pierre, à l'époque, chantaient intégralement l'office quotidien dans leur chapelle, à l'intérieur de la basilique vaticane.
Ces honneurs ecclésiastiques de seconde catégorie – Léon Gromier ne devint jamais évêque - constituaient sans doute un lot de consolation pour avoir été refusé dans le Collège des maîtres des cérémonies apostoliques : le Préfet de la Congrégation des Rites était alors le cardinal Martinelli, et le secrétaire Lafontaine (italien malgré son nom) n'auraient pas apprécié de voir un étranger, français de surcroît, investir une chasse italienne bien gardée. En effet, malgré ses espoirs, Léon Gromier ne devint jamais cérémoniaire pontifical, rêve longtemps caressé. Sa dent dure et française lui avait créé trop d'ennemis irréductibles dans un milieu où l'on a la mémoire longue.
Gromier fut, pendant plus d'un demi-siècle, l'un des membres les plus connus et des plus pittoresques de la colonie française de Rome, et tous les Français « romains » l'ont bien connu. Il avait désigné Marcel Noirot en qualité de légataire de sa bibliothèque, remarquablement fournie en ouvrages liturgiques : ayant appris que ce dernier avait pris part à une décision liturgique qu'il jugeait contestable, Gromier le déshérita. Ses biens furent légués aux frères mineurs conventuels, dont il connaissait et appréciait le Supérieur, et ses livres auraient échu à Jacques Martin, alors rédacteur à la Secrétairerie d'État, ami personnel de Paul VI, futur Préfet de la Maison pontificale qui devint archevêque titulaire de Néapolis-en-Palestine (de) en 1964 et cardinal.
Léon Gromier est mort à Rome le 19 avril 1965.

## Témoignages
Dans Propos secrets, l'écrivain Roger Peyrefitte confie que Léon Gromier fut l'un de ses informateurs pour les affaires intérieures du Vatican lorsqu'il écrivit Les Clés de Saint Pierre. Gromier lui avoua qu'il avait adoré Les Amitiés particulières, ouvrage publié en 1947 et relatant sous une forme à peine romancée un épisode de la vie sentimentale collégienne de l'écrivain.
L'écrivain le dépeint comme un homme austère, profondément croyant et de mœurs irréprochables, portant souliers à boucles, bas violets, soutane de soie à large ceinture violette moirée et frangée, ample ferraiolo de soie noire, chapeau de castor avec bourdaloue réglementaire[Quoi ?], le « dernier chanoine français du XIXe siècle. »
Comme il avait un compte à régler avec quelques monsignor du Vatican à qui il reprochait d'avoir entravé sa carrière, il raconta à Peyrefitte (qui enregistra tout intégralement) avec les détails les plus croustillants toutes les petites et grandes médisances ecclésiastiques de la cour du pape Pie XII qu'il n'aimait pas. 
Il semble en effet que Léon Gromier disposait d'informations étendues. François Ducaud-Bourget raconte : « J'entendis parler du procès de béatification de Pie X, où la question de l'intégrisme avait été forcément traitée. Je m'en fus visiter le P. Antonelli (aujourd'hui cardinal) qui dirigeait la section historique du procès. Il me reçut aimablement et me répondit : "Le texte... il est là..." et il me montrait un livre dans un tiroir. "Mais, ajouta-t-il, vous ne l'aurez pas: c'est un document secret". Je remerciai, malgré le refus, et m'en fus au Vatican parler à mon vieil ami, Léon Gromier, chanoine de Saint-Pierre, consulteur à la S.C. des Rites et protonotaire apostolique. "La disquisitio ? me dit-il. Vous la voulez ? La voilà". Et il me passa un livre pris dans sa bibliothèque. »
Ce que Gromier a écrit témoigne d'une connaissance exceptionnelle des règles liturgiques et de leurs contradictions, ainsi que son peu d'estime pour les réformes liturgiques du pape Pie XII.

## Ouvrages de Léon Gromier (extraits)
- Prérogatives archiépiscopales et Généralités épiscopales. In: Les Questions Liturgiques et Paroissiales 1924. L'année jubilaire, ses règles et manifestations liturgiques. In Annuaire pontifical catholique 1927, pages 615-626 (concernant l'Année sainte catholique. Long article, très documenté, sur « L'année jubilaire, ses règles et manifestations liturgiques ». Cet article venait après l'Année Sainte de 1925.
- La Simplification des rubriques du missel et du bréviaire. In Revue de Droit canonique de l'Institut de droit canonique de la faculté de théologie catholique de l'Université de Strasbourg, juin 1955, tome V, n° 2 pages 175-183. Article de Léon Gromier sur la simplification des rubriques du missel et du bréviaire décidée par Pie XII.
- Commentaire du Caeremoniale épiscoporum. La Colombe, Paris 1959. 488 S. (Ouvrage principal; commentaires sur le Cérémonial des évêques). Ce « Commentaire » (Nihil obstat obtenu de son ami Calderari, cérémoniaire apostolique en octobre 1957, Imprimatur de Mgr Le Cordier, évêque auxiliaire de Paris en septembre 1958 : c'est à ce délai important que Léon Gromier fait allusion page 13). Le P. Louis Bouyer, oratorien, en a fait un compte-rendu dans la revue La Maison-Dieu des Éditions du Cerf, 1960, n° 62, pages 152-153 : il n'a évidemment pas été apprécié par Mgr Gromier, auteur de l'ouvrage recensé !
- La Semaine Sainte restaurée. In: Opus Dei 1962, Nr. 2, 76-90. Dans la revue Opus Dei de l'abbé Ferdinand Portier, Léon Gromier a publié deux articles sur la réforme de la Semaine Sainte : novembre 1961, n° 5, p. 248 - 254, « Simples réflexions sur des choses restaurées », et avril 1962, n° 2, p. 76 - 90, « La Semaine Sainte restaurée ». Cette petite revue était alors domiciliée auprès de l'Abbaye Sainte-Marie de Paris ; par la suite, elle a suivi l'abbé Portier à « La Bergerette », à Bartrès (près de Lourdes). Elle a cessé de paraître après le n° 5 de l'année 2004.

On trouve une lettre de Léon Gromier du 5 avril 1936, citée par l'abbé Robert Amiet, dans La Veillée pascale dans l'Église latine. I * Le rite romain (éd. Cerf, Paris, 1999, collection Liturgie, collection de recherche du C.N.P.L. dirigée par Paul de Clerck), pages 95-96, concernant l'éventuelle célébration de la vigile pascale dans la nuit du samedi saint au dimanche de Pâques. Particulièrement caractéristique du style de Léon Gromier, on comprend, à la lire, qu'il n'ait guère pu « faire carrière » à Rome…